# Van Dis in Afrika
 Van Dis in Afrika  is een Nederlandse documentaireserie van de VPRO, die begin 2008 werd uitgezonden op Nederland 3. Het programma werd gepresenteerd door schrijver en televisiemaker Adriaan van Dis, en werd in mei van dat jaar beloond met de Zilveren Nipkowschijf.

## Format
Van Dis reisde voor het programma twee maanden door de Afrikaanse landen Zuid-Afrika, Namibië en Mozambique. Sinds de jaren 70 besteedde hij veel aandacht aan het zuiden van Afrika: hij spreekt de Afrikaanse taal, en volgt de ontwikkelingen. Tevens heeft hij een aantal reizen naar Zuid-Afrika gemaakt, en voor Van Dis in Afrika zocht hij een aantal kennissen weer op. De serie richtte zich op de problemen waar zuidelijk Afrika de afgelopen eeuw mee te kampen heeft gehad, en waar het gebied nu van tracht te herstellen. Door middel van interviews met betrokkenen en beelden van wat er vooral op straat gebeurt analyseerde Van Dis de situatie.

### Afleveringen
- 6 januari: Weerzien met Zuid-Afrika

Opgenomen in Kaapstad en de Oost-Kaap. In deze aflevering werd aandacht besteed aan het verschil tussen het Zuid-Afrika dat Van Dis kende (tijdens de Apartheid) en het Zuid-Afrika van vandaag de dag.
- 13 januari: Ontworteling en traditie

Opgenomen in Durban en KwaZoeloe-Natal. In deze aflevering werd aandacht besteed aan hoe de tradities van de Zoeloes contrasteren met het moderne leven. Van Dis praatte onder andere met toenmalig presidentskandidaat Jacob Zuma.
- 20 januari: Nieuwe verhoudingen

Opgenomen in Johannesburg en Soweto. In deze aflevering werd aandacht besteed aan de verhoudingen tussen rijk en arm in Johannesburg, en hoe deze er in de toekomst uit gaan zien.
- 27 januari: Vluchtelingen uit Zimbabwe

Opgenomen in Zimbabwe. In deze aflevering werd aandacht besteed aan de economische en politieke problemen in Zimbabwe, en de naar Zuid-Afrika vluchtende inwoners.
- 3 februari: Verliezers van het nieuwe Zuid-Afrika

Opgenomen in onder andere Orania. In deze aflevering werd aandacht besteed aan het San-volk en een groep Afrikaners die zich hebben teruggetrokken in een plaats vlak bij de Oranjerivier. Beide groepen hebben te lijden onder de veranderingen die zich in Zuid-Afrika afspelen.
- 10 februari: Vergeten en voorwaarts

Opgenomen in Namibië. In deze aflevering werd aandacht besteed aan de problematiek binnen Namibië en de Zuid-Afrikaanse invloeden op het land. Van Dis praatte onder andere met ex-president Sam Nujoma.
- 17 februari: Na het vechten de vrijheid

Opgenomen in Mozambique. In deze aflevering werd aandacht besteed aan Mozambique, dat na een burgeroorlog weer op lijkt te bloeien. Van Dis praatte onder andere met ex-president Joaquim Chissano.

## Zilveren Nipkowschijf
Op 8 mei 2008 werd bekendgemaakt dat Van Dis en zijn regisseur voor de documentaireserie de Zilveren Nipkowschijf 2008 zouden krijgen. Volgens de jury werd de reeks bekroond "vanwege de betrokkenheid en het mededogen van presentator Adriaan van Dis en regisseur Hans Pool voor de gecompliceerde werkelijkheid in Afrika". Op 5 juni worden de prijzen uitgereikt. Van Dis won de prijs al eerder: in 1986 werd hij beloond voor de serie Hier is... Adriaan van Dis.